# Młyn przemysłowy w Krośniewicach (ulica Poznańska)
Młyn przemysłowy w Krośniewicach – młyn motorowy wybudowany w 1912 r. przy ul. Poznańskiej (dawniej Kłodawskiej) w Krośniewicach, w powiecie kutnowskim, w województwie łódzkim.
Obiekt wpisany do gminnej ewidencji zabytków z terenu miasta i gminy Krośniewice.

## Historia
Młyn wybudowano w 1912 r. jako budynek murowany, jednopiętrowy, z dachem dwuspadowym krytym papą. W 1921 r. został rozbudowany i podniesiony do wysokości drugiego piętra. W ostatnich latach przed II wojną światową przeszedł kolejną przebudowę: dobudowano wówczas trzecie piętro obiektu. Początkowo był poruszany silnikiem na koks-gaz ssany i wyposażony w 2 pary walców i urządzenia czyszczące. Jego moc przemiałowa wynosiła początkowo 3–3,5 t zboża na dobę. Wraz z modernizacją wyposażenia jego moc przemiałowa rosła, osiągając w 1939 r. ok. 20 t zboża na dobę. W okresie II wojny światowej prawie cały czas był czynny. W 1948 r. został upaństwowiony. W latach 70. był czynny i pracował pod zarządem Prezydium Miejskiej Rady Narodowej w Krośniewicach. W 2025 r. jest nieczynny i niezagospodarowany.

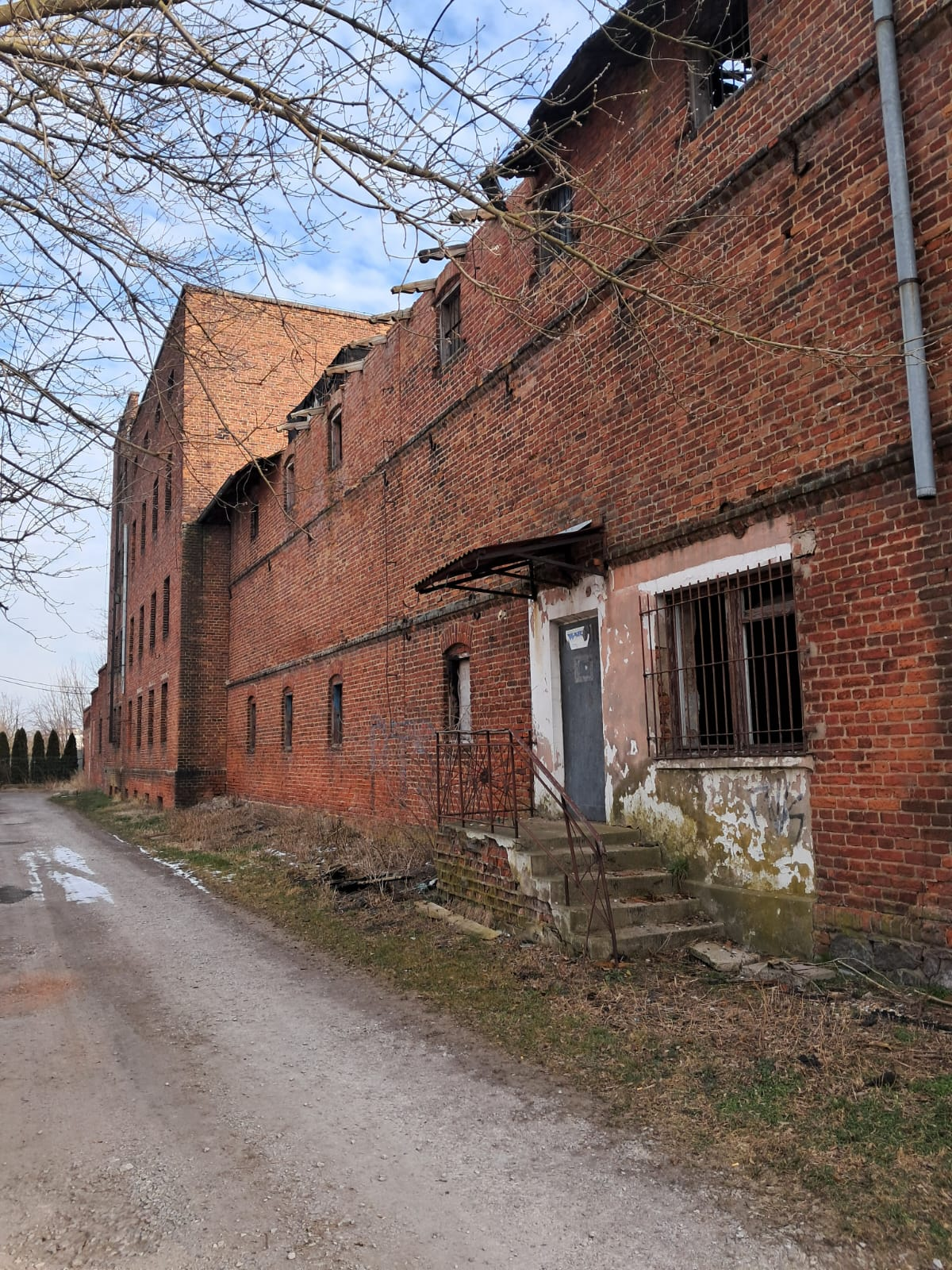
Młyn w Krośniewicach w 2025 r.